# Sharon Farmerová

Sharon Farmerová: Fotografie předsedy palestinské samosprávy Jásira Arafata, amerického prezidenta Billa Clintona a izraelského premiéra Ehuda Baraka, kteří se v roce 2000 sešli na mírových jednáních.

Sharon Camille Farmerová (nepřechýleně Sharon Farmer; * 10. června 1951 Washington, D.C.) je americká fotografka a bývalá hlavní fotografka Bílého domu a první Afroameričanka a první žena, která byla hlavní oficiální fotografkou Bílého domu.

## Životopis
Farmerová se narodila a vyrostla ve Washingtonu, D.C. a v roce 1974 absolvovala Ohijskou státní univerzitu v oboru fotografie. Jako studentka byla členkou Delta Sigma Theta Sorority, viceprezidentkou studentské vlády a pracovala jako redaktorka školních novin Our Choking Times.
Stovky jejích snímků spadají do kategorie public domain a jsou k dispozici na úložišti obrázků Wikimedia Commons.

## Kariéra
Farmerová začala svou kariéru na volné noze v roce 1974 fotografováním obalů hudebních alb. Pracovala pro výzkumný a vzdělávací Smithsonův institut, americký deník The Washington Post a také pro Americkou asociaci pro rozvoj vědy American Association for Advance of Science a postupem času přešla k fotožurnalistice.
V roce 1993 Sharon Farmerová byla najata na práci fotografky pro Bílý dům prezidenta Billa Clintona a první dámy Hillary Rodham Clintonové. Později byla Farmerová povýšena na hlavní oficiální fotografku Bílého domu a stala se první Afroameričankou a první ženou, která tuto pozici zastávala. V této funkci pracovala v období 1998–2001 a nahradila svého předchůdce Boba McNeelyho, vietnamského válečného veterána, jehož práce byla pozastavena v důsledku skandálu Lewinská a také chtěl být se svou rodinou.
Práce Farmerové byly na několika výstavách, včetně: Songs of My People, Art against AIDS, Gospel in the Projects, Twenty Years on the Mall, Washington, DC-Beijing Exchange nebo Our View of Struggle.“

## Galerie

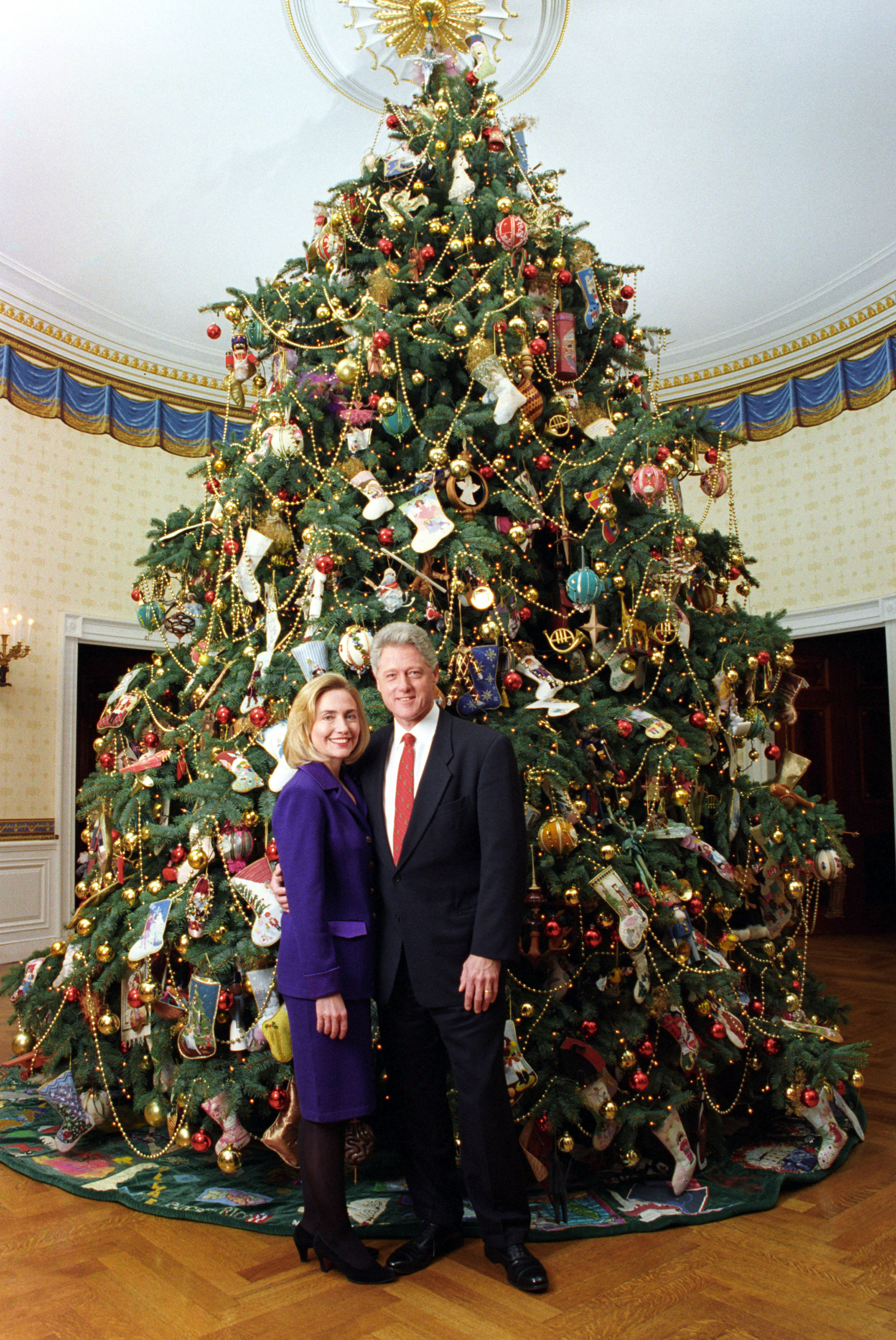
Prezident Clinton a Hillary Rodham Clintonová pózují u vánočního stromu Bílého domu, oficiální vánoční portrét, 5. prosince 1996
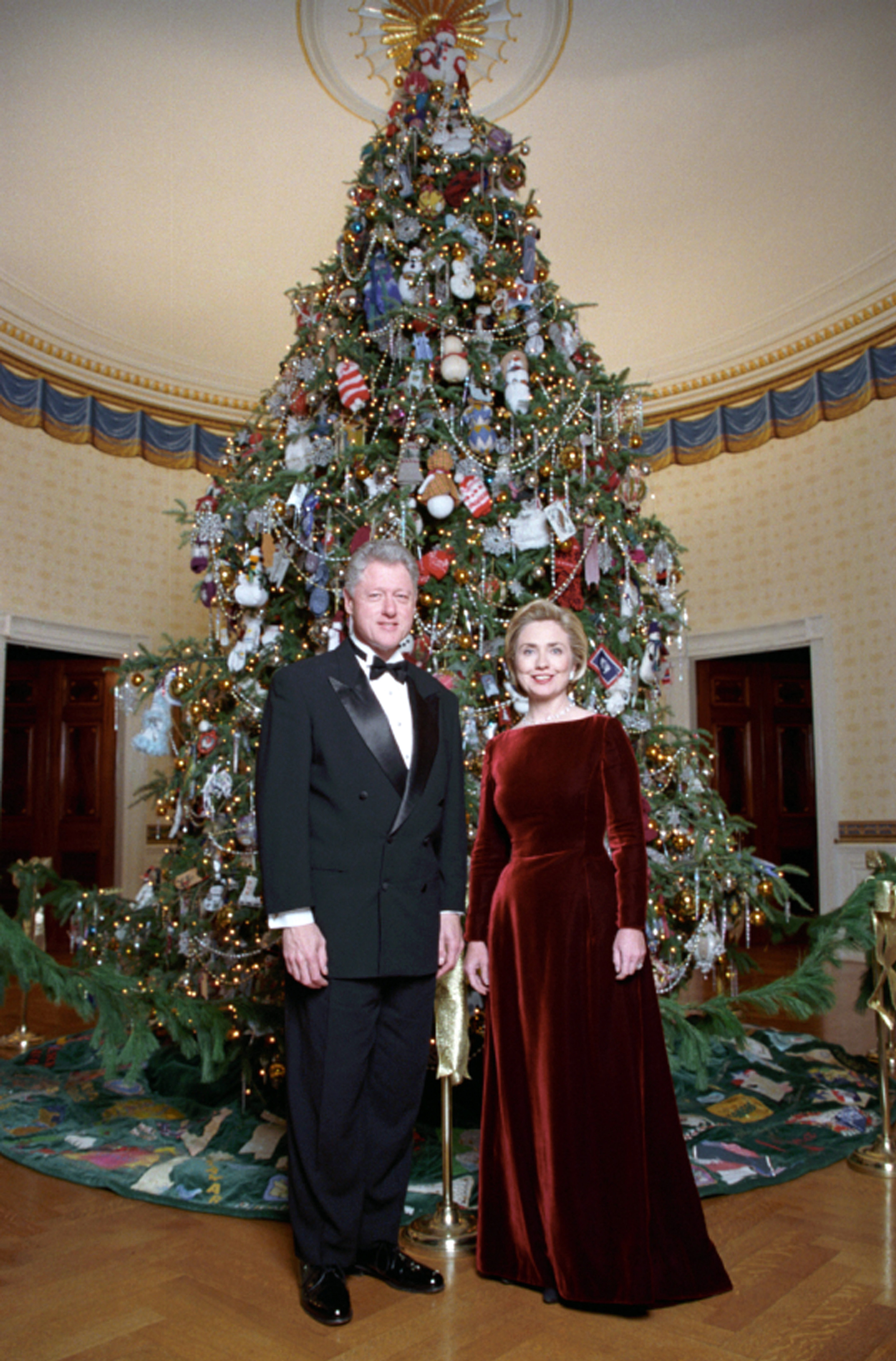
Prezident Clinton a Hillary Rodham Clintonová pózují u vánočního stromu Bílého domu, oficiální vánoční portrét, 5. prosince 1998
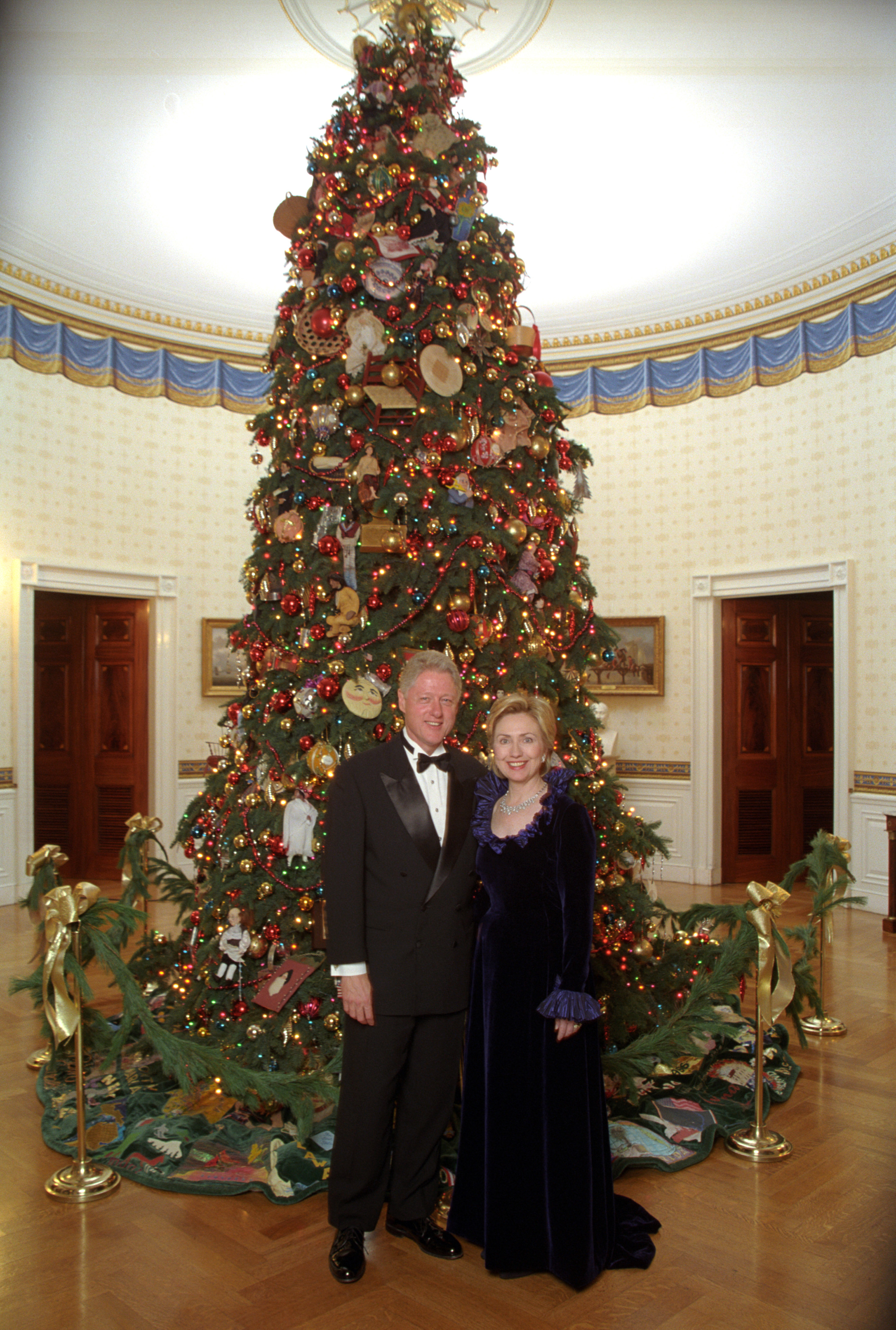
Prezident Clinton a Hillary Rodham Clintonová pózují u vánočního stromu Bílého domu, oficiální vánoční portrét, 5. prosince 1999
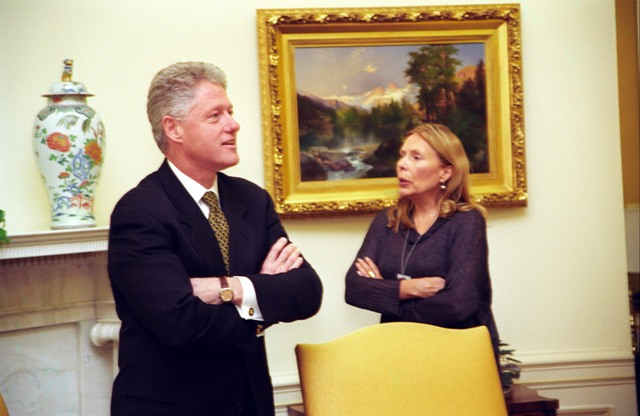
Prezident Clinton a písničkářka Joni Mitchellová konverzují v Oválné pracovně, 5. listopadu 1995
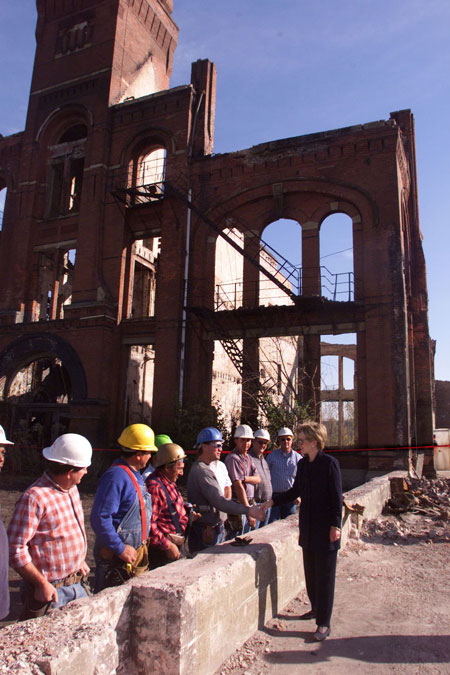
První dáma zdraví stavební dělníky u Pullmanovy administrativní budovy a věže Clock Tower, 28. října 1998.
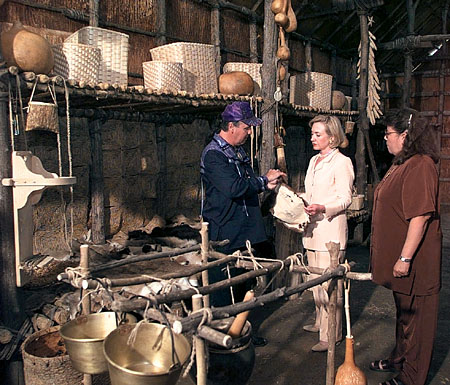
První dáma uvnitř dlouhého domu Bark Long House ve státním historickém parku Ganondagan, s Peterem Jemisonem a Jeanettou Millerovou, 15. července 1998.
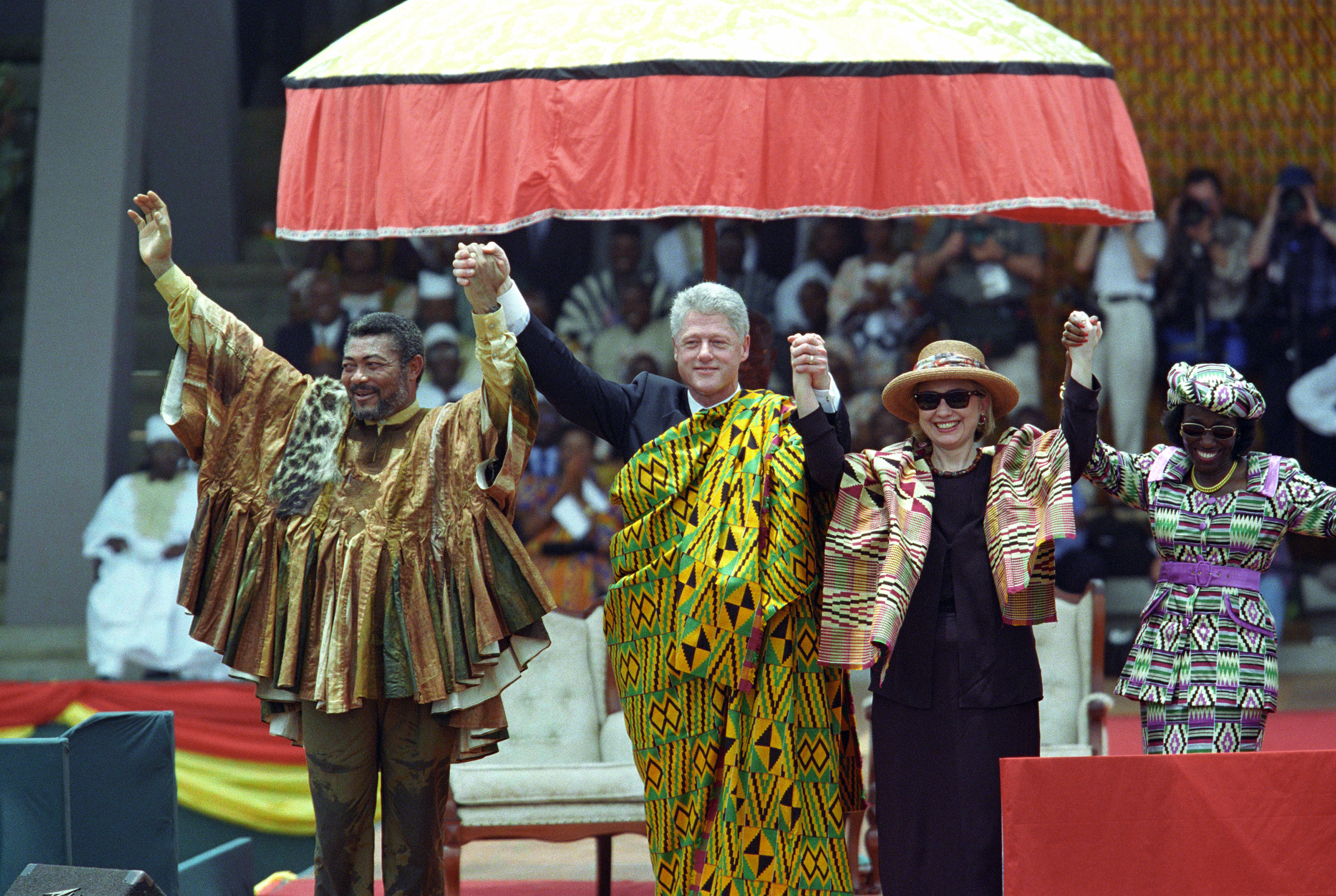
Prezident Bill Clinton, první dáma Hillary Rodham Clintonová, prezident Jerry John Rawlings a jeho manželka Nana Konadu Agyeman Rawlings společně zvedají ruce na pódiu v Akkře, Ghana.